# أرناط
أرناط أو رينو من شاتيون،(ويكتب أيضا رينو Renaud de Châtillon بالفرنسية؛ 1125 فرنسا - 4 يونيو 1187 الجليل) خدم أثناء الحملة الصليبية الثانية، وبقي فيها، وحكم إمارة انطاكية منذ 1153 - 1160، ثم بزواجه الثاني أصبح حاكما لإقطاعية الكرك الصليبية، ويعتبر أرناط شخصية مثيرة للجدل في حياته وبعد مماته.

## البداية
توجّه أرناط إلى الأرض المقدّسة المسيحية، في 1147 ووضع نفسه أولا تحت إمرة الملك بالدوين الثالث في القدس وبعد ذلك تحت إمرة كونستانس الأنطاكيّة، وقد مات زوج كونستانزا في سنة 1149 ثم تزوجته في 1153، منجبا منها ابنته أغنيس وبزواجه منها أصبح أمير إمارة انطاكية.
رينو كان شجاعا لكن عنيف، كان يعامل الأبرشية بوحشية لابتزاز المال، وبتحريض من الإمبراطور البيزنطي مانويل الأول كومنينوس هاجم مملكة أرمينيا الصغرى (جنوب شرق الأناضول)، لكن بعد ذلك عقد اتفاق الصلح مع ملكها ثوروس الثاني وشاركه باجتياح جزيرة قبرص البيزنطية عام 1156، إلا أن مانويل انتقم في 1159 عندما أخضع أرناط كتابع له.
بعد سنة أغار أرناط على سهل الفرات الأعلى فنهب قطعان الماشية والإبل والأفراس، فوقع في كمين نصبه له مجد الدين ابن الداية، فأرسل إلى حلب مع رجاله وسجن هناك في الفترة ما بين (1160 - 1176) في سوريا. بعد السجن خرج ليجد أن زوجته توفت في عام 1163، تاركة الإمارة لابنها بوهمند الثالث من زواجها الأول، فقفل عائدا إلى القدس حيث قام الملك بلدوين الرابع ملك مملكة بيت المقدس في عام 1177 بتزويجه من ستيفاني أرملة لورد ما وراء الأردن (لورد منطقة شرق وجنوب البحر الميت)؛ وبهكذا أصبح أمير صحراء الكرك والشوبك.

## الصعود
كان الملك بلدوين الرابع قد وقع هدنة مع صلاح الدين الأيوبي، حددت مدتها بسنتين، بدأ من أيار عام 1180م ومن شروط الهدنة حرية التجارة للمسلمين والمسيحيين وحرية اجتياز أي من الطرفين بلاد الطرف الآخر، ولكن أرناط لم يقبل أن تمر قوافل المسلمين حاملة الثروات والأموال من منطقته بدون مقابل، ففي صيف عام 1181م خرج أرناط مع قوة كبيرة، متجها إلى تيماء على الطريق التجاري بين دمشق والحجاز، حيث سطى على قافلة عربية واستولى على كل ما تحمله من ثروة وأسرى من فيها، منتهكاً بذلك هدنة 1180.
قام صلاح الدين بمراسلة بلدوين الرابع بغضب مذكراً إياه بالهدنة وطالباً التعويض، فقام بلدوين الرابع بمخاطبة أرناط في الأمر، فرفض أرناط طلبه. أستطاع المسلمون أن يأسروا أكثر من 2500 حاج فرنجياً كانت سفنهم قد جنحت إلى مصر بعد كانوا في طريقهم إلى بيت المقدس، أمر صلاح الدين بحبسهم ثم راسل بلدوين عارضا إطلاق سراحهم مقابل السلع والسبي التي نهبها رينو، رفض رينو المبادلة، واندلعت الحرب في فبراير 1183، دعا أرناط فرسان الصليبين للسيطرة على مكة والمدينة وليس ذلك فحسب بل اقسم أن ينبش قبر الرسول محمد، وبغرض إلهاء صلاح الدين عن القدس أرسل بعضا من رجاله لهذه المهمة، مما اضطر صلاح الدين لإرسال جيش من دمشق لإيقافهم.
قطع أرناط أشجار غابات الكرك ومعظم نخيل العريش، وحملها إلى قلعة الكرك حيث طلب من الرهبان صنع بعض المراكب، وطلب من صليبيين عسقلان صنع البعض الآخر. منشئا أسطولا من خمس سفن حربية كبيرة، وعدد كبير من المراكب الصغير والخفيفة، قام بعدها رينو بنقل المراكب مفككة على الجمال إلى ساحل البحر الأحمر (بحر القلزم)، ثم ركب المراكب ودهنها بالقار الأسود، وجهزها بالرجال والآلات القتالية، وخصص مركبين لمحاصرة جزيرة قلعة أيلة، مانعا السكان من الوصول إلى مصادر مياه الشرب، فيما أكمل باقي الأسطول طريقه إلى عيذاب، ووصل بعضهم إلى باب المندب وعدن، أحرق الأسطول ستة عشر مركبا للمسلمين، واستولوا على مركبً لنقل الحجاج في عيذاب، كما استولوا على مركبين محملين بتجارة وبضائع من اليمن، ودمروا مؤن الحجاج في ساحل عيذاب.
بعث صلاح الدين إلى مصر لبناء أسطول في الإسكندرية، وقام قائد الأسطول حسام الدين لؤلؤ بحل المراكب مفككة على الجمال وأشرف على تجميعها في يناير 1183 م وأحضر رجالا من الدولة الموحدين لهم خبرة بالبحرية للعمل على المراكب فبعث إلى السلطان الموحدي يعقوب المنصور طلب مده بأساطيل بحرية ووافق سلطان المغرب وقبل الهدايا التي أرسلها صلاح الدين مع الأديب عبد الرحيم البيساني،قسم لؤلؤ الأسطول قسمين. الأول غادر إلى قلعة آيلة استولى على المراكبيين هنالك، والقسم الثاني ذهب إلى عيذاب لنجدة المسلمين، ثم عاد لؤلؤ إلى رابغ، ليواجه الصليبيين في ساحل الحوراء، كان عدد رجال رينو أكثر من ثلاثمائة بقليل، ولدى وصول لؤلؤ قتل معظم رجال رينو.
قامت جيوش بلدوين الرابع بحماية قلعة الكرك مرتين من انتقام صلاح الدين في عامي 1183 و1184، بدأ صلاح الدين بتحضير الجيوش للحرب، والتجهيز على طول منطقتي مصر وسوريا، وفي النهاية عقد صلاح الدين هدنة مع بلدوين.
في عام 1185 توفي بلدوين الرابع وخلفه بلدوين الخامس الطفل الذي لم يقتنع أرناط بوجوده في الحكم، فلم يعش بلدوين الخامس أكثر من سنة، وكان لأرناط دورا في إنهاء حياته، وبجهود بلدوين تم تتويج سيبيلا شقيقة بلدوين الرابع وزوجها غي دو لوزينيان سنة 1186م، في نهاية سنة 1186 أعاد رينو الكرّة فحاول السطو على قافلة ضخمة عائدة من الحج كانت تتواجد بها شقيقة صلاح الدين لكنه تراجع بعد علمه بتوجه جيش من دمشق لملاقاة القافلة، على الرغم من الهدنة التي وقعها مع صلاح الدين، هذا الأمر سرع بالتجهيز للحرب، خاصة بعد رفض رينو مقابلة سفراء صلاح الدين أو الاستماع إلى الملك غي، الذي لم يستطع إجبار أرناط على إعادة البضائع والأسرى بسبب دور أرناط في وصول غي دو لوزينيان إلى الملك، على أثر ذلك قامت معركة حطين عام 1187م، ليتم القبض على كل من أرناط وغي دو لوزينيان.

## نهايته
بعد انتهاء المعركة، نصبت خيمة ضخمة، وتم إحضار الأمراء وفيهم أرناط وغي دو لوزينيان إليها، حيث كان صلاح الدين متواجدة فيها أيضا، فوضع أرناط عن يساره وغي دو لوزينيان عن يمينه، وطلب صلاح الدين عصير الجلاب المثلج، فشرب منه وأعطى غي دو لوزينيان منه ليشرب، وبعدها قدم غي دو لوزينيان الشراب لأرناط، فغضب صلاح الدين وقال له: «إنما ناولتك ولم آذن لك أن تسقيه هذا لا عهد له عندي» دخل صلاح الدين إلى خيمة داخل الخيمة الرئيسية واستدعى أرناط، سحب صلاح الدين سيفه وقطع رأسه بنفسه وأرسل الرأس إلى الأمراء وهم في الخيمة.